# Учайкин, Василий Семёнович
Василий Семёнович Учайкин (24 июня 1934 — 10 января 2024) — советский хозяйственный, государственный и политический деятель.

## Биография
Родился в 1934 году в селе Симкине (ныне — в Большеберезниковском районе Республики Мордовия). Член ВКП(б) с 1958 года.
С 1956 года, после окончания Ульяновского сельскохозяйственного института — на хозяйственной, общественной и политической работе. С 1956 гг. — старший ветврач в МТС, главный ветврач района, заместитель председателя, председатель райисполкома Большеигнатовского района, заместитель начальника, начальник Атяшевского производственного колхозно-совхозного управления, начальник отдела, заместитель министра сельского хозяйства Мордовской АССР, первый секретарь Ковылкинского горкома КПСС, первый заместитель председателя, председатель Совета Министров Мордовской АССР, вице-президент фирмы «СарРост», начальник отдела кадров Управления делами Совета министров, помощник председателя Правительства Республики Мордовия. С 1978 по 1991 год — председатель Совета Министров Мордовской АССР.
Избирался депутатом Верховного Совета РСФСР 10-го и 11-го созывов.
Скончался 10 января 2024 года на 90-м году жизни в Саранске. Похоронен на городском кладбище №2 рядом с супругой.